# 上蛭田
上蛭田（かみひるだ）は、埼玉県春日部市の町丁。現行行政地名は上蛭田のみ。丁番の設定のない単独町名である。住居表示未実施地区。郵便番号は344-0046。

## 地理
埼玉県の東部地域で、春日部市西部の沖積平野に位置する。旧古隅田川（昔の利根川）の流域周辺は、かつて大河だった頃の広大な河川区域（旧流路）の痕跡があり、その外側や現在の古隅田川（旧山城堀）流域には自然堤防の微高地がある。豊春駅の西側やその南西側は後背湿地の低地が広がる。東側で道順川戸や増富、南側で下蛭田、西側で道口蛭田やさいたま市岩槻区徳力、北側で同区小溝や南中曾根と隣接する。
地区内は市街化区域で、主に第一種中高層住居専用地域や第二種中高層住居専用地域に指定された戸建ての住宅地となっている。また、野田線沿線の線路敷から50メートルの範囲内は第一種住居地域や第二種住居地域、さいたま春日部線の道路端から25メートルの範囲内は第二種住居地域および近隣商業地域に指定されている。駅の南東側周辺は近隣商業地域に指定されている。

### 河川
- 古隅田川（旧山城堀）
- 旧古隅田川
- 上豊川 - 旧古隅田川支流

### 地価
住宅地の地価は、2013年（平成25年）の公示地価によれば、上蛭田408番地13の地点で8万4,200円/m2となっている。

## 歴史
もとは江戸期より存在した武蔵国埼玉郡岩槻領に属した上蛭田村であった。古くは箕輪郷太田荘の内にあったと云う。
村高は『武蔵田園簿』によると222石余（田130石余、畑92石余）、『元禄郷帳』によると206石余、『天保郷帳』によると331石余であった。助郷は日光街道粕壁宿に出役していた。化政期の戸数は35軒で、村の規模は東西4町余、南北7町余であった。村の北東側を岩槻道が通っていた。道口蛭田村の内には飛地があった。
- はじめは岩槻藩領、1756年（宝暦6年）より幕府領となる[5]。
- 1628年（寛永5年）頃以降に上蛭田が開拓した田から道口蛭田村が分村したと云う[9]。
- 幕末の時点では埼玉郡に属し、明治初年の『旧高旧領取調帳』の記載によると、代官・大竹左馬太郎支配所が管轄する幕府領であった[10]。
- 1868年（慶応4年）6月19日  - 代官支配地が武蔵知県事・山田政則（忍藩士）の管轄となる。
- 1869年（明治2年）
  - 1月13日 - 武蔵知県事・宮原忠英の管轄区域に大宮県を設置、同県の管轄となる。県庁は東京府馬喰町に置かれる。
  - 9月29日 - 県庁が浦和に置かれ浦和県に改称。
- 1871年（明治4年）11月13日 - 第1次府県統合により埼玉県の管轄となる。
- 1879年（明治12年）3月17日 - 郡区町村編制法により成立した南埼玉郡に属す。郡役所は岩槻町に設置。
- 1888年（明治21年） - 地内に大宮 - 岩槻 - 粕壁間を通る岩槻新道（後の国道16号、現、さいたま春日部線[注釈 1]）が建設され開通する。
- 1889年（明治22年）4月1日 - 町村制施行により、上蛭田村は下蛭田村、道口蛭田村、花積村、道順川戸村、南中曽根村、新方袋村、増富村、増戸村、上大増新田、下大増新田、谷原新田と合併し南埼玉郡豊春村が成立、上蛭田村は豊春村の大字上蛭田となる。豊春村役場を地内に設置[11]
- 1920年（大正9年）4月1日 - 地内を通る岩槻新道が埼玉県告示第103号により県道5号浦和杉戸線の一部となり、県道認定される。
- 1929年（昭和4年）11月17日 - 地内に北総鉄道野田線（現、東武鉄道野田線）が延伸開業され、豊春駅が開業する。
- 1947年（昭和22年）9月 - カスリーン台風の襲来により大きな被害を受ける[5]。
- 1954年（昭和29年）7月1日 - 豊春村が南埼玉郡春日部町、武里村、北葛飾郡幸松村、北葛飾郡豊野村と合併し、市制を施行して春日部市が成立、春日部市の大字となる。
- 1963年（昭和38年）4月1日 - 地内を通る県道が埼玉県告示第592号により一級国道国道16号に昇格される（1967年の岩槻春日部バイパスの開通に伴ない、県道45号春日部岩槻線に降格）。
- 1967年（昭和42年）4月 - 地内に豊春幼稚園（現、とよはるこども学園）が設立される[12]。
- 1968年（昭和43年） - 地内に市営上蛭田第二住宅が建設される[13]。
- 1974年（昭和49年）4月1日 - 地内に春日部市立第8保育所が開設される[14]。
- 1979年（昭和54年） - 地内に花積幼稚園が開園する（1999年現在地に移転）[15]。
- 1988年（昭和63年）5月21日 - 地内に豊春地区公民館が開館する[16]。
- 1994年（平成6年）4月1日 - 地内の県道45号春日部岩槻線が、埼玉県告示第519・527号により廃止され、主要地方道として県道2号大宮春日部線が認定される（さいたま市発足に伴ない、現在のさいたま春日部線に改称）。
- 2005年（平成17年）10月1日 - 春日部市が北葛飾郡庄和町と合併し、新たな春日部市が発足、同時に住所標記の簡略化のため市内の大字が廃止され[17]、大字上蛭田は丁番の設定のない上蛭田となる[18]。
- 2014年（平成26年）4月1日 - 地内の東武野田線に「東武アーバンパークライン」の路線愛称を設定する。
- 2017年（平成29年）2月13日 - 地内のJA南彩豊春支店が廃止となる[19]。翌日旧豊春支店に査定センターが移転する。

### 存在していた小字
- 深田・蟹前・中通・外手[20]

## 世帯数と人口
2024年（令和6年）1月1日現在の世帯数と人口は以下の通りである。
| 丁目   | 世帯数    | 人口    |
| ------ | --------- | ------- |
| 上蛭田 | 2,495世帯 | 5,019人 |

## 小・中学校の学区
市立小・中学校に通う場合、学区は以下の通りとなる。
| 番地 | 小学校               | 中学校               |
| --- | -------------------- | -------------------- |
| 1番地 - 92番地1、92番地4 - 92番地8、96番地2 - 121番地1、121番地4 - 121番地5、132番地1、132番地4 - 139番地1、164番地2、165番地1、166番地、236番地2、245番地 - 286番地、304番地、393番地1、393番地5 - 394番地1、394番地6、399番地1、399番地4、400番地 - 700番地、748番地 - 752番地         | 春日部市立豊春小学校 | 春日部市立豊春中学校 |
| 92番地2、93番地 - 96番地1、121番地2、121番地6 - 131番地、132番地2、139番地2 - 164番地1、165番地2、236番地4 - 244番地、167番地 - 236番地1、287番地 - 295番地、387番地 - 392番地、393番地2、394番地2、395番地 - 398番地、399番地2、399番地5、713番地 - 715番地、721番地 - 734番地、741番地 | 春日部市立宮川小学校 | 春日部市立豊春中学校 |

## 交通

### 鉄道
- 東武鉄道野田線（東武アーバンパークライン）豊春駅

### 道路
- 埼玉県道2号さいたま春日部線
- 市道1-18号線 - 豊春駅のすぐ南側の通り。春バスが通る

### バス
地内に路線バスの路線は設定されていない。
春日部市コミュニティバス「春バス」
「武里駅〜豊春駅ルート」が設定され、「下蛭田東」「豊春駅東口」停留所が設置されている（詳細は当該項目を参照）。

## 地域

### 施設

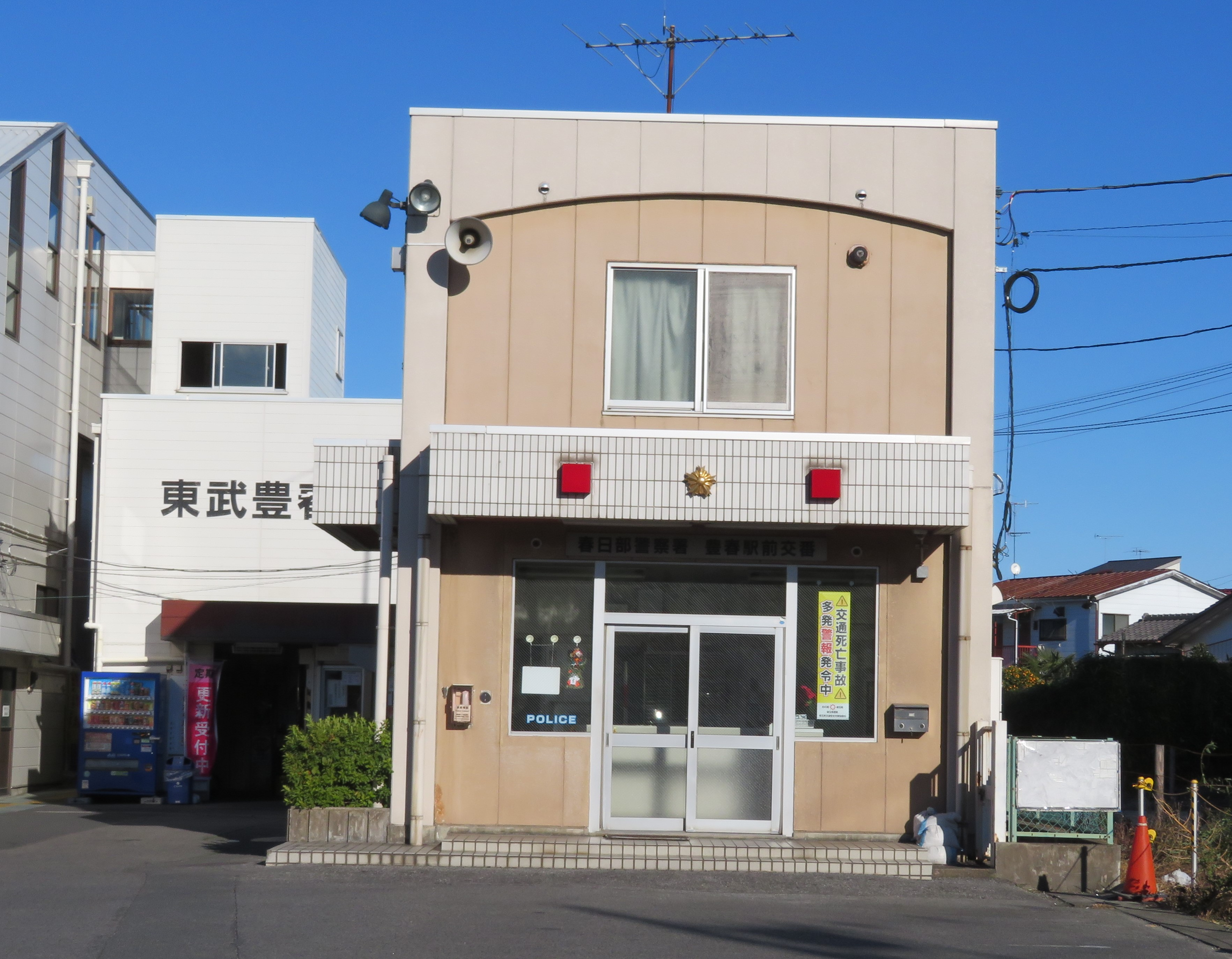
春日部警察署豊春駅前交番

- 豊春地区公民館
- 春日部豊春郵便局
- 春日部警察署豊春駅前交番
- JA南彩ローンセンター
- 埼玉縣信用金庫豊春支店
- とよはるこども学園 - 旧豊春幼稚園
- 市立第8保育所
- 豊春町会集会所（上蛭田179−22）
- 地蔵院
- 稲荷神社（上蛭田59）
- 豊春北団地
- 県営春日部豊春団地
- 市営上蛭田第二住宅

### 公園
- 上蛭田公園
- 豊春第1公園
- 豊春第5公園
- 豊春第6公園
- 豊春第11公園
- 豊春第22公園
- 豊春第29公園
- 上蛭田運動広場 - 借地公園
- 豊春団地内広場
- 上蛭田ふれあい広場
- ルネ春日部内第1遊水池広場
- 豊春サンハイツ内遊水池広場
- 豊春小学校前緑地（上蛭田344） - 春日部市消防団第八分団（道順川戸）の隣接地。日露戦役紀念碑などがある。

### 過去の施設
- JA南彩豊春支店（旧豊春村農協・旧春日部市農協豊春支所） - 春日部支店へ統合された。2024年現在、同じ場所にJA南彩査定センターの時期を経てJA南彩ローンセンターがある。
- 花積幼稚園 - 現在の上蛭田6番地の場所に所在した。創立20周年を機に下蛭田の現在地に移転した[15]。跡地は戸建ての住宅地となっている。